# المدرسة الوطنية للإدارة (فرنسا)

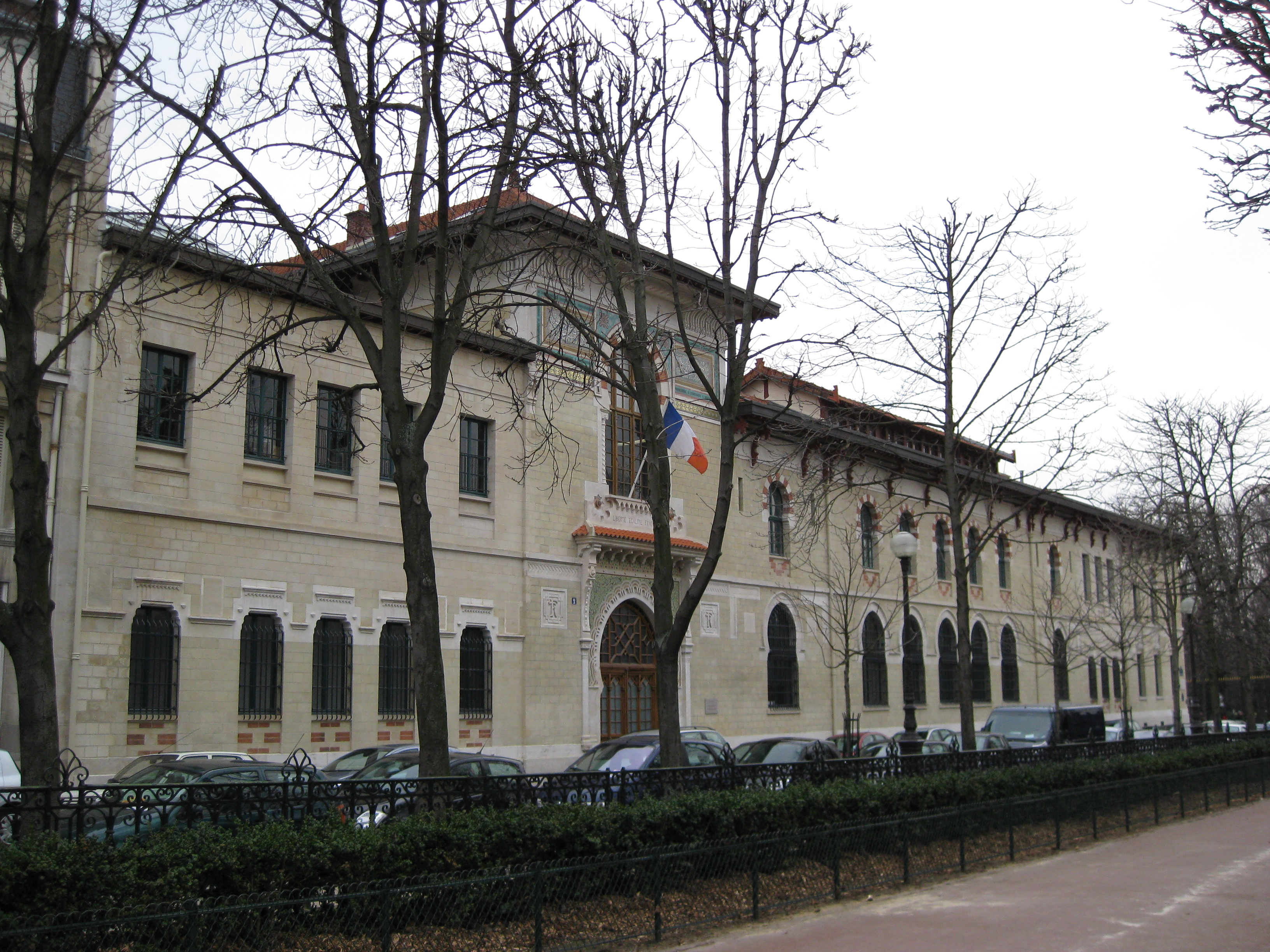
المدرسة في باريس وهذا المبنى هو إداري الآن

المدرسة الوطنية للإدارة (بالفرنسية: École nationale d'administration)‏ هي واحدة من أعرق المدارس العليا الفرنسية، التي أنشئت في عام 1945 من قبل ميشال دوبريه تسعى إلى دمقرطة الوصول إلى المناصب المدنية العليا . وتقوم باختيار وتدريب كبار المسؤولين الفرنسيين. وهي واحدة من المدارس الفرنسية الأكثر نخبوية، وذلك بسبب معدلات القبول، ولأن الغالبية العظمى من مرشحيها يكونوا قد تخرجوا بالفعل من أفضل المدارس العليا في البلاد مثل مدرسة المعلمين العليا، مدرسة الفنون التطبيقية أو HEC باريس. وهكذا تقف ENA باعتبارها واحدة من رموز الجدارة، جنبا إلى جنب مع غيرها من المدارس العليا، وتقديم الخريجين قدرتها على الوصول إلى مناصب عليا في القطاعين العام والخاص.

## الموقع

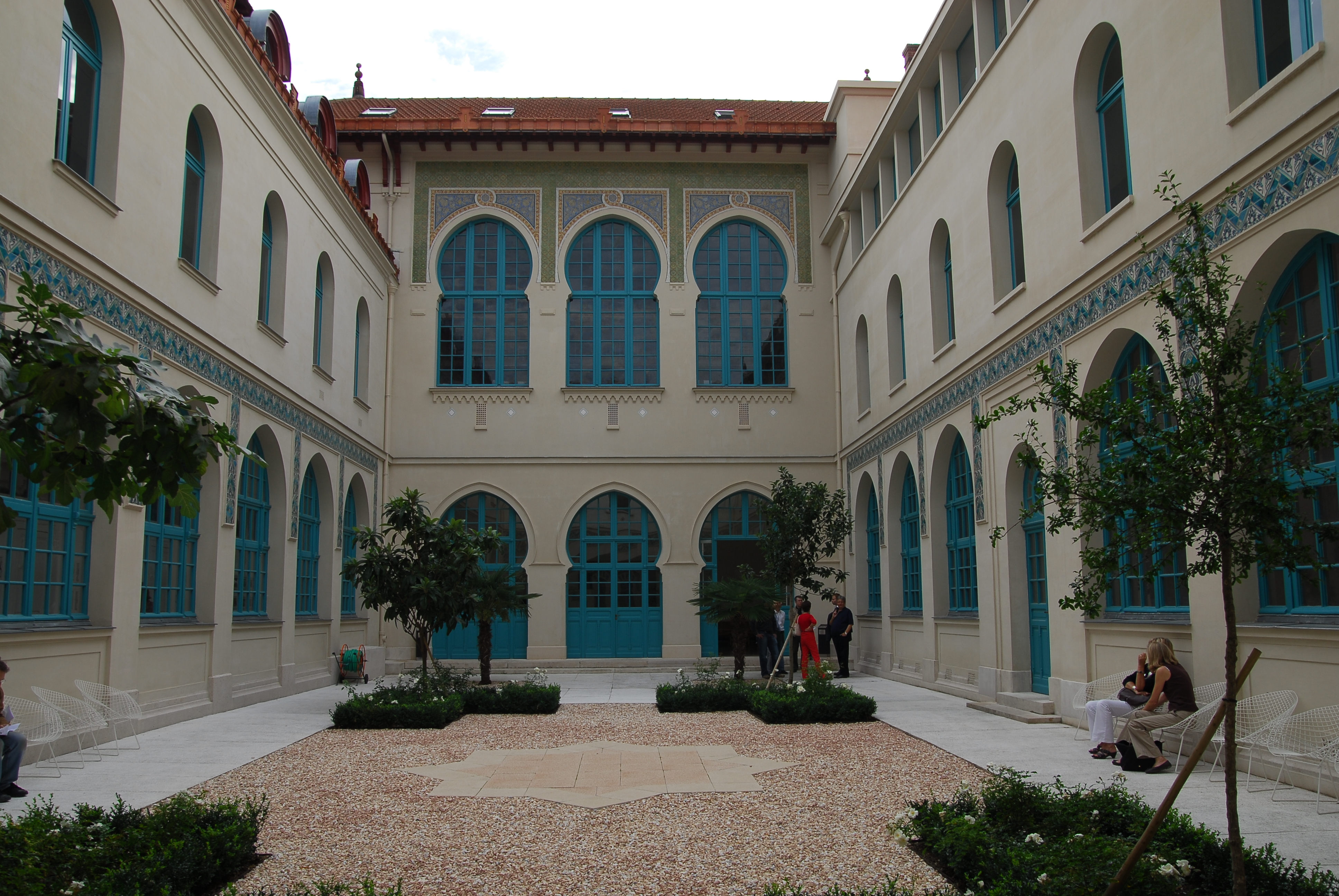
المبنى الباريسي من الداخل

في الأصل موجودة في باريس، فقد تم الآن نقلها بالكامل تقريبا إلى ستراسبورغ للتأكيد على طابعها الأوروبي، على الرغم من أنها لا تزال تحافظ على الحرم الجامعي في باريس.

## الطلاب
المدرسة الوطنية للإدارة تخرج حوالي 80-90 من الخريجين كل عام، والمعروفة باسم ETUDIANTS-fonctionnaires أو "enaos" أو "énarques" (IPA: [enaʁk]) لفترة قصيرة. في عام 2002 تم ادماج المعهد الدولي للإدارة العامة ديفوار (IIAP) الذي يعطي تعليمه لموظفي الخدمة المدنية الأجنبية في إطار هيكل مشترك مع ENA معها.